# 木村勝一

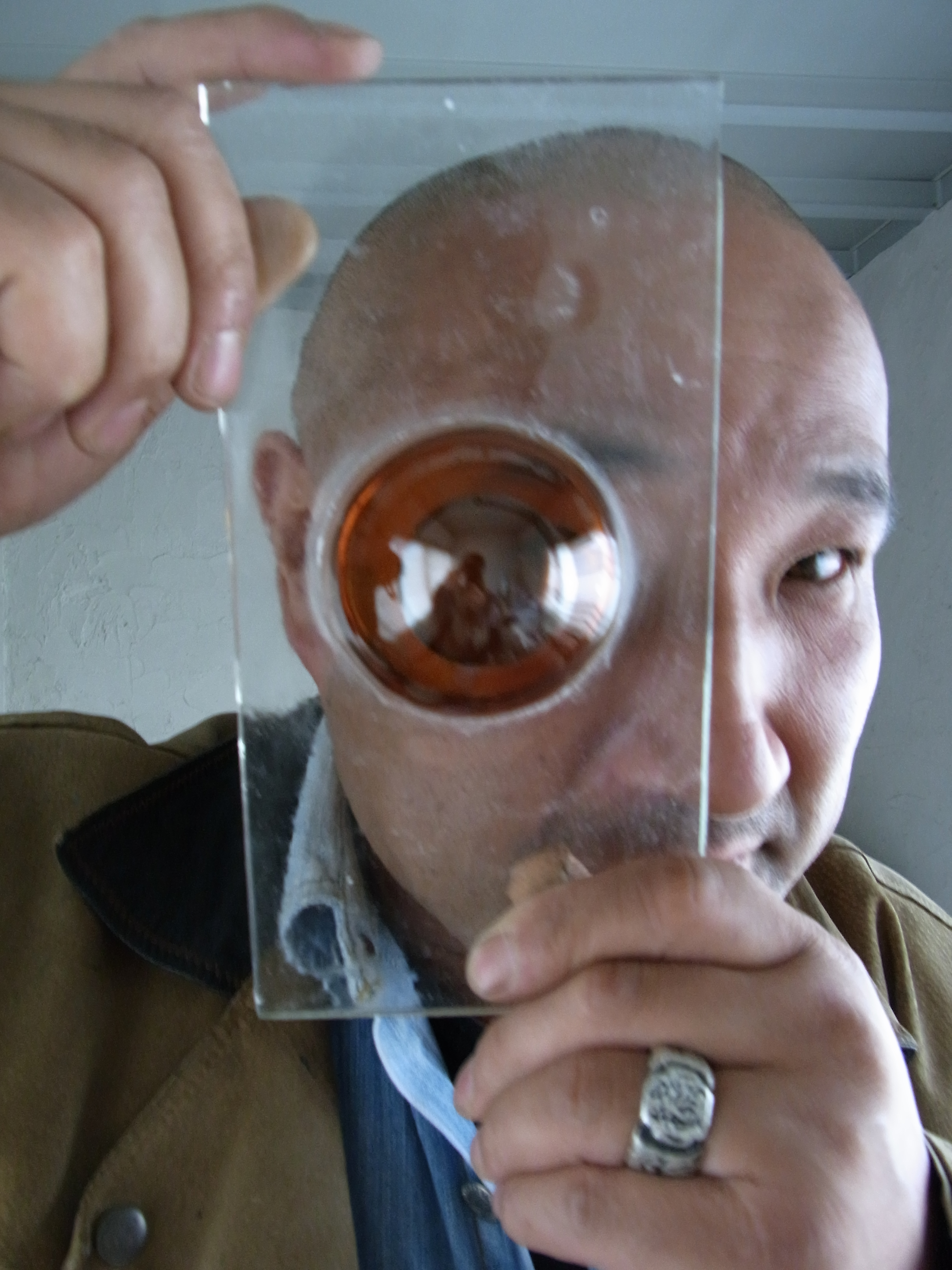

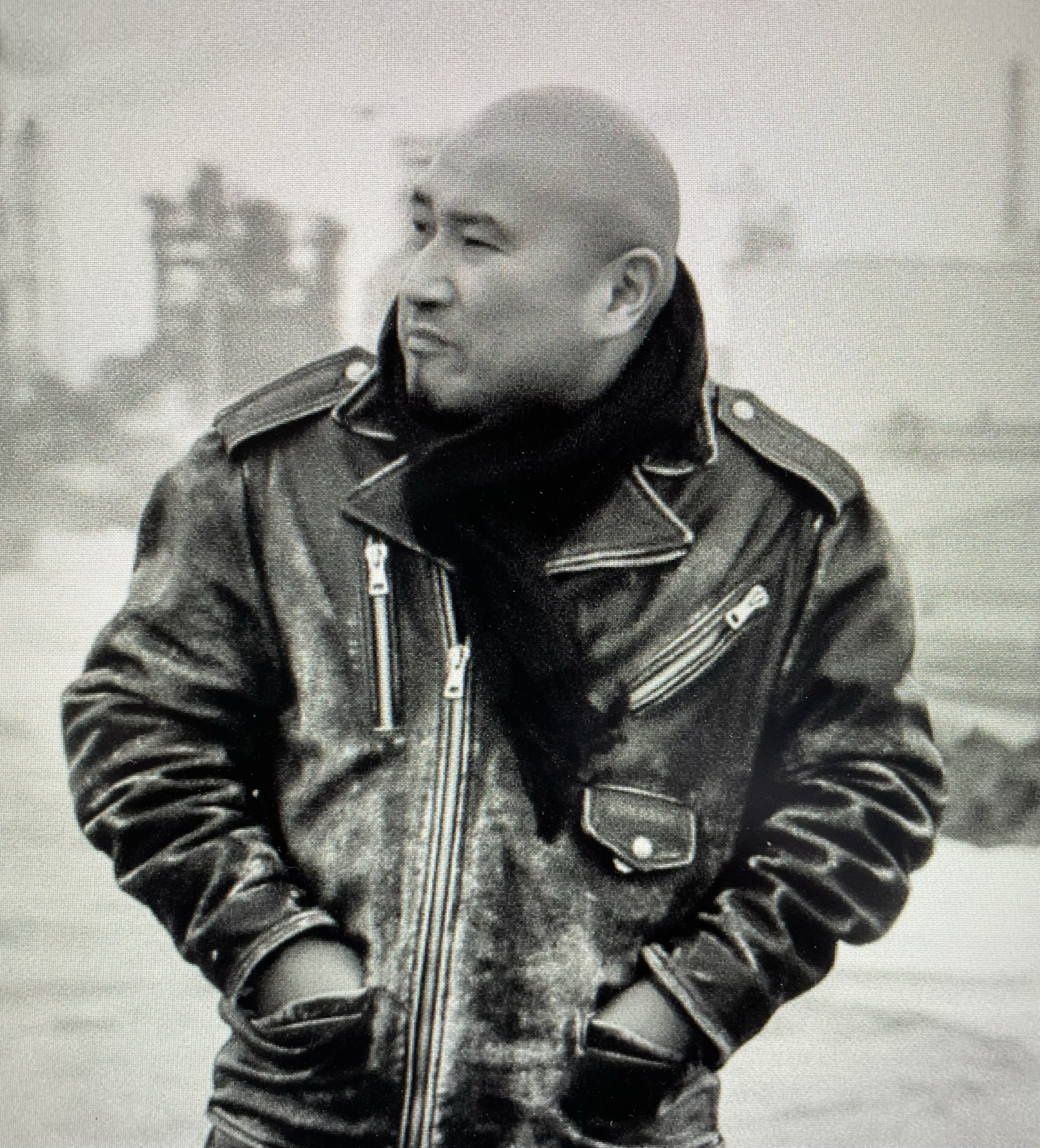

木村 勝一（きむら かついち、1964年12月15日 - ）は、日本の彫刻家。ツリーハウスビルダー。本名 木村博通（きむら ひろみち）
株式会社SLOW BASE代表取締役。弟は小説家の木村友祐。

## 略歴
青森県八戸市出身。青森県立八戸北高等学校、法政大学経済学部卒業。
幼少期より図画工作が得意だったという。高校では美術クラブに所属。油絵は校長室へ掛けられる程だった。顧問の薦めもあり本人も本気で美大進学を考えていたが、友人の影響で当時日本一を誇った八戸北高演劇部へ途中入部。そのお陰で内向的で左利き、片耳が不自由等のコンプレックスを克服出来たという。顧問で脚本家の小寺隆韶先生を今も人生の師と仰いでいると語っている。
上京後、密かに役者を夢見て肉体労働などをしながら法政大学の夜学へ６年間通う。ボクシング部（東京都国体予選ライト級出場、準優勝。帰郷後も一時八戸帝拳ジムへ。五戸定博会長のもと三沢基地の黒人ボクサーたちと汗を流していたという。EXILE三代目Jsoul brothersエリーの父親であるカーロス・エリオット元WBA J.ミドル級１位とも１度スパーリングしている。）やアングラ劇団に所属し腕を確かめるも、己の才能と都会暮らしに限界を感じ（友人談）卒業と共に帰郷。八戸を活動の拠点にする。家業の米屋を手伝いながら劇団を立ち上げ野外劇や海外公演（NY、LONDON）を打つ。公演の資金作りにと造形作家で露天商の砂庭良雄氏に弟子入りし、シルバー＆レザークラフトの道へ。砂庭氏こそ木村のモノヅクリの才能を引き出してくれた第一人者であると感謝している。
2005年に「オブジェ工場SLOW BASE」創立。
セルフビルドでアトリエを建設。木造大型ドームは建築指導課と半年もめ、はじめて建築基準法を学ぶ。
同年からアウトドアショップ「RIVER RUNS」戸川代表と仲間たちは意気投合し、我流ながらもツリーハウス製作をはじめる。１棟目は２週間で建て次の年は一気に５棟建てた。敷地内に10棟を建てた頃から、店舗内外装や看板のオーダーが入り、プロのツリーハウスビルダーとして全国から依頼が。TVや雑誌、新聞等各種マスコミにも取り上げられる様になる。
独学ながら木工、鉄工は自在で、ユニークで個性的な彫刻作品は話題を呼び、海外をはじめ、著名人にもファンは多い。グラミー賞ジャズピアニストのDavid Matthewsや漫画家ますむらひろし、俳優三上博史らにオリジナル作品を提供する。
弟は小説家、木村友祐。2010年に兄の提案によりツリーハウスとその八戸の若者の群像をモデルに描き、「海猫ツリーハウス」で第33回すばる文学賞を受賞。授賞式の帝国ホテルでは我が事の様に誇らしかったという。
詩人・明大理工学部教授 管啓次郎氏が発起人となり、木村友祐、温又柔、高山明、林立騎、山内明美ら文学者が選者となった「鉄犬ヘテロトピア文学賞」の鉄犬トロフィーを担当・作製した。
2015年にSLOW BASE １０周年を記念し祝賀会を催したが、その際自費出版した「SLOW BASE BOOK」に漫画家 ますむらひろし氏、詩人 管 啓次郎氏が寄稿している。
漫画家 ますむらひろし氏
「そしてもうひとつ、胸を揺さぶったのが、虎舞型の水飲み場。あれをどうしても見たい。しかもツリーハウス群もあるらしい。これらを作った兄貴の木村勝一とは、都内のライブで一度会った。兄弟とはかくも違うのかと思わせるほど肉体派の生臭坊主のような男が作ったオブジェたち、それを映美ちゃん八戸liveについて行って対面した。いざ目撃したら、なんとも奥深い、上っ面ではなく、奥に何か潜んで居るのだ。林のなかのツリーハウスの多種な形は、勝一が雑食性の表現者だと示していた。カマクラ型のハウスの中に二日泊まったが、その内部は俺がバルセロナ巡礼で何度も見たアントニオ・ガウディの体内だった。しかしその創作形は統一されない。残りのハウスを見れば、いろんなスタイルであり、雑食形なのだ。だが時間とともに気づいた。実は統一されていると。その答えは、彼のスケッチブックに現れる下書きの図。そこには、あまりに繊細な、生卵のような優しさがある。夏休みの子供の計画のような、純度タップリのワクワク感がある。それは原始性であり、幼児性。腕力でぶっ建てる、ぶっ造る、そうした筋肉質を真昼の行為と、深夜の絵コンテに染みだす可愛らしさ。表現者とは体内に矛盾を抱えて、その矛盾が振り子となって、自分にも訳のわからないモノを生み出すのだ。それにしてもこの男の多産ぶりは何だ。作るという行為に夢中になる、その素晴らしさを豪雨のように降らしまくる、実に立派な創造の活火山。まづろわぬ男の遺伝子たっぷりすぎて、実にキドイ奴だ（キドイとは米沢弁で、濃すぎる、やり過ぎる、こと）コヤツの腹のなかをさばいて見れば紛れもなく真田虫より長い[創造虫]がトグロを巻いているだろう。その虫がシャツを脱ぎトランペットを吹きながら唄うのだ。「創ることは息をすることだぜ。あんた、息吸ってるか？」おのれ！、こっちも息を吐くしかねーべよ！」
詩人 管 啓次郎氏
「繭のような宇宙船のような卵のような樹上の部屋に、ぼくは入った。じっとして、風の音を聴き、ゆれを感じた。巧妙に作られた樹上の茶室に入り、さらに小さな隠し部屋を見た。笑いがこみ上げてきた。忍者なら狂喜しただろう。それから夕方になり、爽快な冷たさを増す空気の中で、かなりの高さのある樹上の露天風呂に入らせてもらった。それはすごくあたりまえの気持ちのいい湯浴みのその良さを百倍にしたような体験で、入浴という小さな儀礼がじつはとんでもなく神聖な、ただしまったく気取らない、行為だと思わせるようなひとときだった。それは日頃の観念を崩す。与えられた不自由な「現実」を、洗ってくれる。
そして空間に三次元的に展開するこうしたひとつひとつのポイントを作り上げたのは、木村勝一のソウルなのだ。大胆に、細心に。入念に、自由闊達に。そのヴィジョンと、この仕上がりを見れば、どれほどのやる気と集中力がこめられているかがわかる。そして愛が。まだ会ったことのない友人たちに対する、未来の友情が。」

千葉県市原市ぞうの国に隣接するグランピング施設「アニマルグランピング THE BAMBOO FOREST」は2020年〔グッドデザイン賞〕並びにイタリアのデザイン賞〔A’AWARDシルバー賞〕を受賞。その中のツリーハウス「キリン庵」を担当。小学生の頃の図画工作の賞状以来の望外の喜びだったという。
2022年9月28日、拠点を関東へ移す。株式会社SLOW BASE設立。代表取締役。造形作家改め彫刻家を名乗る。銀座に本社。
2023年、茨城県坂東市に「木のない所にツリーハウス」モデルルーム「G-HAUS」を建設。
2024年、銀座画廊月光荘にて初のツリーハウス写真の展示をプロデュース。
2024年、世界ツリーハウスマイスター協会（World Tree House Meister Association）を設立。会長となる。

## 代表作品
《ツリーハウス》
「空中茶室」（青森・八戸）
「空中露天風呂」（青森・八戸）
「天空の繭」（青森・八戸）
「犬見庵」（青森・八戸）
「鉄のツリーハウス－再生の樹」（青森・八戸）
「かもめのツリーハウス」（かもめ幼稚園/青森・八戸）
「つりばしかもめランド」（冒険の森/青森・八戸）
「未来の樹」（浜市川保育園/青森・八戸）
「カマクラ☆ツリーハウス」（鳥海山木のおもちゃ美術館/秋田・由利本荘）
「森のハウス」（だざいふ遊園地/福岡・大宰府）
「キリン庵」（THE BAMBOO FOREST/千葉・市原）
「G-HAUS」（RVパーク・SUGAR BASE/茨城・坂東）
《店舗・施設》
「海鮮ワイン酒場・IBIZA」（青森・十和田）
「海鮮ワイン酒房・VINDUSTRY」（東京・渋谷）
「うどん屋ギビツミ」（東京・西新宿）
「琵琶湖ハウス」（滋賀・和邇）
「RVパーク SUGAR BASE/風車．SORA CAFÉ」（茨城・坂東）
「市原ぞうの国・アニマルワンダーリゾウト/SHOP」（千葉・市原）
「アタゴオル庭園のパーゴラ」（ますむらひろし邸/千葉・野田）
「七輪焼―威風DoDo」（秋田・鷹巣町）
「十一月九日」（青森・青森市）
「メンバーズBar どんふぁん」（青森・青森市）
「BAR K’s」（青森・十和田市）
「猫ハウス―地層の家」（青森・おいらせ町）
《彫刻作品》
「虎舞水飲み場、舞☆オブ・ザ・タイガー」（ポータルミュージアムはっち/青森・八戸）
６ｍの巨大鉄の犬「鉄犬ヘテロ號」（青森・八戸）
「鯨の看板」「患者が怖がる抜歯看板」（高歯科医院・京都）
「猫バラ看板」（猫と薔薇の日々/東京・四谷三丁目）
「鉄犬ワインクーラー」（フランス）
「ブリキのハーレー」（イギリス）
「鍼灸Fujikawa」看板（イスラエル）
《カスタム》
「トラクター＆トレーラーITSUKI号」（渓流ヴィラITSUKI/熊本・五木村）
「ハーレーキッチンカー」（まちのもり本町田/東京・町田）

## マスコミ
NHK「おはよう日本」NHK「BS国際放送」テレビ東京「夢探訪」「じゃらんー家族旅行」「大人の作る秘密基地」「トランヴェール2018/10」「地域創造」読売新聞、毎日新聞、東奥日報、デーリー東北、ハーレー誌「VIBES」「道楽」「小屋 ちいさな家の豊かな暮らし vol.09」2023年９月発売、「Cal vol.54」2023年9月発売、「BE-PAL」2024年3月号、2024年2月8日発売「木のないところにツリーハウスってなんだ?!」編 、「UKIPAL」2024年3月号、「Camp Goods Magazine」2024年4月号 など。

## 人物
《特技》
居合道（夢想神伝流居合道五段）。試斬。
《趣味》
古いバイクやアンティーク収集やカスタム
ボクシング観戦
ゲレンデ・ヴァーゲン研究
《血液型》
AB（+）